# Naematelia
Naematelia Fr. – rodzaj grzybów z rzędu trzęsakowców (Tremellales).

## Charakterystyka
Wszystkie gatunki to grzyby nagrzybne pasożytujące na owocnikach rodzaju Stereum (skórnik) rosnących na martwym, opadłym lub jeszcze przyczepionym drewnie. Żywicielami są skórnik szorstki (Stereum hirsutum) na drzewach liściastych i skórnik krwawiący (Stereum sanguinolentum) na drzewach iglastych.
Grzyby tremelloidalne o owocnikach galaretowatych (ale mogą mieć twardy rdzeń wewnętrzny złożony głównie ze strzępek żywiciela) i mogą mieć różny kształt; mogą być mózgowate z fałdami i grzbietami, klapowane lub liściaste (z płatami przypominającymi liście lub wodorosty). Kolory są zazwyczaj różowawe, ochrowe, żółte lub brązowe. Strzępki ze sprzążkami. Wytwarzają ssawki, które wyszukują i penetrują strzępki żywiciela. Podstawki kuliste do elipsoidalnych, czasami z trzonkiem i z przegrodami pionowymi lub ukośnymi, dające początek długim, krętym sterygmom lub epibazydiom, na których wytwarzane są bazydiospory. Zarodniki te są gładkie, kuliste lub elipsoidalne i kiełkują przez strzępki strzępkowe lub pączkują jak grzyby drożdżopodobne. Często obecne są konidiofory, wytwarzające konidia podobne do komórek grzybów drożdżopodobnych.
Naematelia aurantialba to grzyb uprawny, uprawiany w celach konsumpcyjnych (grzyb jadalny).

## Systematyka i nazewnictwo
Pozycja w klasyfikacji według Index Fungorum: Naemateliaceae, Tremellales, Incertae sedis, Tremellomycetes, Agaricomycotina, Basidiomycota, Fungi.
Takson utworzony w 1818 r. przez Eliasa Friesa.
Gatunki:
- Naematelia aurantia (Schwein.) Burt 1921 – tzw. trzęsak pomarańczowy
- Naematelia aurantialba (Bandoni & M. Zang) Millanes & Wedin 2015
- Naematelia encephala (Pers.) Fr. 1818 – tzw. trzęsak mózgowaty
- Naematelia microspora (Lloyd) Millanes & Wedin 2015

Nazwy naukowe według Index Fungorum. Nazwy polskie według W. Wojewody.
W Polsce występują 2 gatunki: N. aurantia i N. encephala.